# سعد مظلي
السّعد المظلي نوع نباتي يتبع جنس السعد من الفصيلة السعدية.

## الموطن والانتشار
موطنه الأصلي مدغشقر وينتشر أيضاً في مناطق شرق أفريقيا مثل كينيا والصومال. يزرع كنبات زينة في مناطق كثيرة من العالم.